# Baadur I Jaqeli
Baadur o Bahadur I Jaqeli (en georgiano: ბაადურ ჯაყელი; 1454-10 de octubre de 1475/1478) fue príncipe o atabeg de Samtsje desde 1466 hasta 1478.

## Biografía
Baadur I era el hijo mayor y sucesor del príncipe Qvarqvare II Jaqeli.
Continuó la política de su padre con los miembros de la dinastía Bagrationi que combatían por el Reino de Georgia. Temiendo las ambiciones hegemónicas del príncipe Bagrat que, tras tomar el control de Imericia en 1446 y Kartli en 1465, se proclamó rey de Georgia con el nombre de Bagrat VI, liberó a su oponente, el rey Jorge VIII de Georgia, que fue capturado por su padre con el príncipe Constantino, heredero de Demetrio III de Georgia. Los dos pretendientes se apresuran a reanudar la guerra civil. Creyendo que no podría reconquistar el trono, Jorge VIII se retiró a Kajetia donde se proclamó rey. Constantino debió esperar la desaparición de Bagrat VI para expulsar a su hijo y sucesor Alejandro II de Imericia e imponerse a su vez como rey en Kartli y reclamar también la corona de Georgia.
A la muerte del rey Jorge VIII en 1476, Baadur para conmemorar su independencia, se negó a asistir a la coronación de su sucesor Alejandro I  de Kajetia; aceptó, sin embargo, que los obispos de Samtsje asistieran a la ceremonia.
Baadur I desaparece prematuramente, probablemente a consecuencia de una enfermedad, a la edad de 21 años el 10 de octubre de 1475 o 1478 según las Crónicas georgianas. Su sucesión es asegurada por su hermano menor Manuchar I Jaqeli.